# Eneritz Vadillo
Vadillo  Crespo est un nom espagnol. Le premier nom de famille, en général paternel, est Vadillo ; le second, en général maternel, souvent omis, est Crespo.
Eneritz Vadillo, née le 1er novembre 2004 à Gorliz, est une coureuse cycliste espagnole, membre de l'équipe Laboral Kutxa-Fundación Euskadi.

## Biographie
Eneritz Vadillo naît en 2004 au Pays basque espagnol.

## Carrière

### 2021-2022: débuts amateurs
En 2021, elle termine 9e de la course en ligne depuis championnat d'Espagne sur route juniors, et se classe 21e du Bizkaikoloreak.
En 2022, en devient championne d’Espagne de contre-la-montre juniors. Elle termine également 12e du Tour du Gévaudan Occitanie et à nouveau 21e du Bizkaikoloreak. En fin d'année, elle signe un contrat d'une saison avec la formation basque Laboral Kutxa-Fundación Euskadi.

### Depuis 2023: Laboral Kutxa-Fundación Euskadi

#### 2023: première saison professionnelle
En 2023, elle se classe 7e de la course en ligne des championnats d'Espagne sur route, et dévient donc championne espoirs. Elle participe pour la première fois au Tour du Pays basque et termine 5e du classement des jeunes. Elle signe également une 15e place sur la ReVolta.
En fin d'année, elle prolonge son contrat de deux saisons, jusqu'en 2025.

#### 2024: révélation sur le Tour de l’Avenir
En août, Vadillo participe au Tour de l'Avenir Femmes avec la sélection espagnole. Elle termine 6e de la 1re étape, puis 4e de la dernière étape ; ce qui lui permet de monter sur la troisième marche du podium du classement général final.

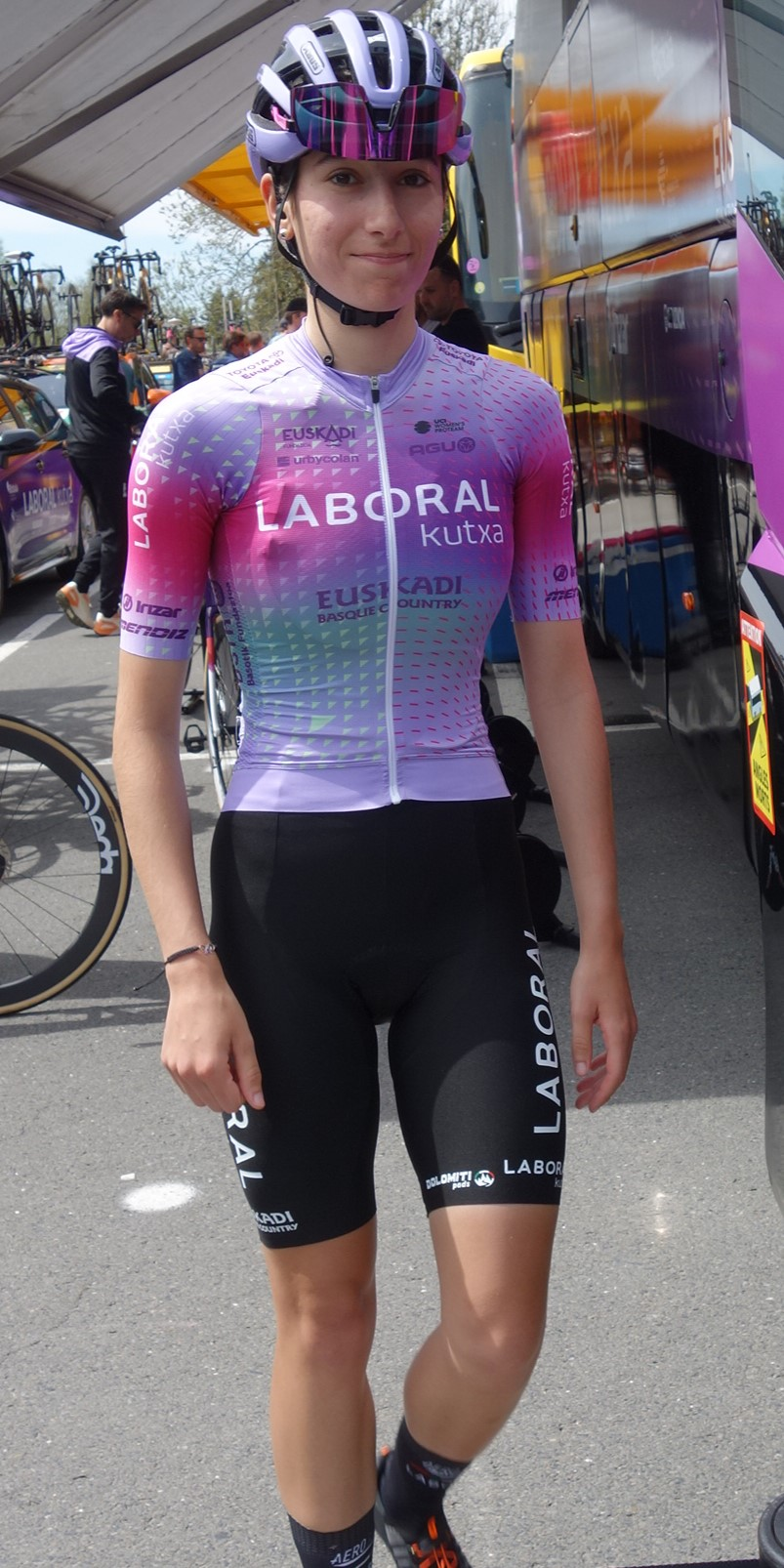
Eneritz Vadillo à Liège en avril 2025.

## Palmarès sur route

### Par année
- 2022
  -  Championne d'Espagne de contre-la-montre juniors
- 2023
  -  Championne d'Espagne sur route espoirs
  - 3e du Grand Prix de la ville de Pontevedra
- 2024
  - 3e du Tour de l'Avenir
  - 6e du championnat du monde sur route espoirs

### Classements mondiaux
| Année                                 | 2023 | 2024 |
| ------------------------------------- | ---- | ---- |
| Classement UCI                        | nc   | 650e |
| UCI World Tour                        | 302e | nc   |
|                                       |      |      |
| Légende : nc = non classéSource : UCI |      |      |